# Championnats d'Italie d'escrime
Les Championnats d'Italie d'escrime sont organisés tous les ans par la Fédération italienne d'escrime. On y attribue les titres de champions d'Italie lors d'épreuves individuelles et par équipes.

## Histoire
Les championnats existent depuis 1906 pour le fleuret masculin, l'épée masculine et le sabre masculin. Le fleuret féminin a lui été introduit en 1928. Beaucoup plus récemment, l'épée féminine intègre le championnat en 1985, d'abord sous la forme d'épreuve expérimentale, puis en 1988 sous le titre de championnat d'Italie. Le sabre féminin apparait lui en 1999.

## Palmarès individuel
| Année | Fleuret masculin          | Fleuret féminin      | Épée masculine          | Épée féminine        | Sabre masculin           | Sabre féminin       |
| 1906  | Giulio Cagiati            |                      | Giuseppe Mangiarotti    |                      | Pietrasanta              |                     |
| 1907  | Dino Diana                |                      | Giuseppe Mangiarotti    |                      | Alessandro Pirzio Biroli |                     |
| 1908  | Giuseppe Mangiarotti      |                      | Giuseppe Mangiarotti    |                      | Ceccherini               |                     |
| 1909  | Alessandro Pirzio Biroli  |                      | A. Rota                 |                      | Ceccherini               |                     |
| 1910  | Edoardo Alaimo            |                      | Negro                   |                      | Biondi                   |                     |
| 1911  | Edoardo Alaimo            |                      | ?                       |                      | Giulio Cagiati           |                     |
| 1912  |                           |                      |                         |                      |                          |                     |
| 1913  |                           |                      |                         |                      |                          |                     |
| 1914  | Carlo Castorina           |                      | Gazzarini               |                      | Tornei                   |                     |
| 1915  |                           |                      |                         |                      |                          |                     |
| 1916  |                           |                      |                         |                      |                          |                     |
| 1917  |                           |                      |                         |                      |                          |                     |
| 1918  |                           |                      |                         |                      |                          |                     |
| 1919  |                           |                      |                         |                      |                          |                     |
| 1920  | Aldo Nadi                 |                      | Paolo Thaon di Revel    |                      | Lanza                    |                     |
| 1921  | Oreste Puliti             |                      | Paolo Thaon di Revel    |                      | Oreste Puliti            |                     |
| 1922  | Gino Belloni              |                      | Giulio Basletta         |                      | Oreste Puliti            |                     |
| 1923  | Oreste Puliti             |                      | Spigaroli               |                      | Oreste Puliti            |                     |
| 1924  |                           |                      |                         |                      |                          |                     |
| 1925  | Gioacchino Guaragna       |                      | Renzo Minoli            |                      | Giulio Sarrocchi         |                     |
| 1926  | Dante Carniel             |                      | Saverio Ragno           |                      | Giulio Sarrocchi         |                     |
| 1927  | Ugo Pignotti              |                      | Franco Riccardi         |                      | Giulio Sarrocchi         |                     |
| 1928  | Gioacchino Guaragna       | Marisa Cerani        | Franco Riccardi         |                      | Arturo De Vecchi         |                     |
| 1929  | Gioacchino Guaragna       | Germana Schwaiger    | Franco Riccardi         |                      | Renato Anselmi           |                     |
| 1930  | Nicola Girace             | Germana Schwaiger    | Carlo Agostoni          |                      | Renato Anselmi           |                     |
| 1931  | Gioacchino Guaragna       | Germana Schwaiger    | Carlo Agostoni          |                      | Ugo Pignotti             |                     |
| 1932  |                           | Germana Schwaiger    |                         |                      |                          |                     |
| 1933  | Gioacchino Guaragna       | Marisa Cerani        | Saverio Ragno           |                      | Gustavo Marzi            |                     |
| 1934  | Gioacchino Guaragna       | Germana Schwaiger    | Saverio Ragno           |                      | Gustavo Marzi            |                     |
| 1935  | Giorgio Bocchino          | Ada Biagini          | Saverio Ragno           |                      | Aldo Montano             |                     |
| 1936  | Gioacchino Guaragna       | Ada Biagini          | Dario Mangiarotti       |                      | Vincenzo Pinton          |                     |
| 1937  | Ugo Purcaro               | Ada Biagini          | Mario Visconti          |                      | Giuseppe Perenno         |                     |
| 1938  | Giorgio Bocchino          | Ada Biagini          | Dario Mangiarotti       |                      | Giulio Gaudini           |                     |
| 1939  | Ciro Verratti             | Velleda Cesari       | Saverio Ragno           |                      | Vincenzo Pinton          |                     |
| 1940  | Giorgio Bocchino          | Velleda Cesari       | Dario Mangiarotti       |                      | Vincenzo Pinton          |                     |
| 1941  |                           | Velleda Cesari       | Dario Mangiarotti       |                      | Carlo Filogamo           |                     |
| 1942  | Manlio Di Rosa            | Albertina Cei        | Roberto Battaglia       |                      | Aldo Montano             |                     |
| 1943  | Amilcare Angelini         | Velasco              | Roberto Battaglia       |                      | Umberto De Martino       |                     |
| 1944  |                           |                      |                         |                      | Sergio Bevini            |                     |
| 1945  |                           |                      |                         |                      |                          |                     |
| 1946  | Gustavo Marzi             | Velleda Cesari       | Dario Mangiarotti       |                      | Aldo Masciotta           |                     |
| 1947  | Giulio Nostini            | Silvia Strukel       | Edoardo Mangiarotti     |                      | Vincenzo Pinton          |                     |
| 1948  |                           |                      |                         |                      |                          |                     |
| 1949  | Giulio Nostini            | Silvia Strukel       | Antonio Spallino        |                      | Gastone Darè             |                     |
| 1950  | Giorgio Pellini           | Silvia Strukel       | Edoardo Mangiarotti     |                      | Roberto Ferrari          |                     |
| 1951  | Edoardo Mangiarotti       | Jenny Zanelli        | Dario Mangiarotti       |                      | Vincenzo Pinton          |                     |
| 1952  |                           |                      |                         |                      |                          |                     |
| 1953  | Renzo Nostini             | Irene Camber         | Dario Mangiarotti       |                      | Roberto Ferrari          |                     |
| 1954  | Edoardo Mangiarotti       | Irene Camber         | Dario Mangiarotti       |                      | Roberto Ferrari          |                     |
| 1955  | Edoardo Mangiarotti       | Bruna Colombetti     | Edoardo Mangiarotti     |                      | Roberto Ferrari          |                     |
| 1956  |                           |                      |                         |                      |                          |                     |
| 1957  | Edoardo Mangiarotti       | Leopolda Predaroli   | Carlo Pavesi            |                      | Roberto Ferrari          |                     |
| 1958  | Antonio Spallino          | Bruna Colombetti     | Carlo Pavesi            |                      | Pierluigi Chicca         |                     |
| 1959  | Aldo Aureggi              | Bruna Colombetti     | Giuseppe Delfino        |                      | Luigi Narduzzi           |                     |
| 1960  | Mario Curletto            | Antonella Ragno      | Giuseppe Delfino        |                      | Pierluigi Chicca         |                     |
| 1961  | Maurizio Vaselli          | Antonella Ragno      | Gianluigi Saccaro       |                      | Wladimiro Calarese       |                     |
| 1962  | Mario Curletto            | Antonella Ragno      | Giuseppe Delfino        |                      | Roberto Ferrari          |                     |
| 1963  | Maurizio Vaselli          | Natalia Sanguineti   | Giuseppe Delfino        |                      | Wladimiro Calarese       |                     |
| 1964  | Nicola Granieri           | Antonella Ragno      | Gianfranco Paolucci     |                      | Cesare Salvadori         |                     |
| 1965  | Pasquale La Ragione       | Antonella Ragno      | Giovanni Battista Breda |                      | Pierluigi Chicca         |                     |
| 1966  | Nicola Granieri           | Giulia Lorenzoni     | Giovanni Battista Breda |                      | Cesare Salvadori         |                     |
| 1967  | Nicola Granieri           | Giovanna Masciotta   | Roberto Chiari          |                      | Cesare Salvadori         |                     |
| 1968  | Arcangelo Pinelli         | Antonella Ragno      | Claudio Francesconi     |                      | Rolando Rigoli           |                     |
| 1969  | Arcangelo Pinelli         | Antonella Ragno      | Pier Alberto Testoni    |                      | Giampaolo Calanchini     |                     |
| 1970  | Nicola Granieri           | Giulia Lorenzoni     | Cipriani                |                      | Cesare Salvadori         |                     |
| 1971  | Carlo Montano             | Antonella Ragno      | Claudio Francesconi     |                      | Michele Maffei           |                     |
| 1972  | Stefano Simoncelli        | Antonella Ragno      | Gianluigi Saccaro       |                      | Mario Tullio Montano     |                     |
| 1973  | Mauro Pinelli             | Consolata Collino    | Franco Bertinetti       |                      | Mario Aldo Montano       |                     |
| 1974  | Giovanni Battista Coletti | Giulia Lorenzoni     | Stefano Bellone         |                      | Mario Aldo Montano       |                     |
| 1975  | Attilio Calatroni         | Patrizia Caglioni    | Nicola Granieri         |                      | Mario Aldo Montano       |                     |
| 1976  | Stefano Simoncelli        | Giulia Lorenzoni     | Nicola Granieri         |                      | Michele Maffei           |                     |
| 1977  | Carlo Montano             | Anna Rita Sparaciari | Carlo Romanelli         |                      | Mario Tullio Montano     |                     |
| 1978  | Carlo Montano             | Patrizia Caglioni    | Stefano Bellone         |                      | Michele Maffei           |                     |
| 1979  | Mauro Numa                | Susanna Batazzi      | Stefano Bellone         |                      | Mario Aldo Montano       |                     |
| 1980  | Angelo Scuri              | Clara Mochi          | Angelo Mazzoni          |                      | Michele Maffei           |                     |
| 1981  | Mauro Numa                | Anna Rita Sparaciari | Edoardo Andreoli        |                      | Ferdinando Meglio        |                     |
| 1982  | Federico Cervi            | Dorina Vaccaroni     | Fabio Cozzi             |                      | Gianfranco Dalla Barba   |                     |
| 1983  | Mauro Numa                | Margherita Zalaffi   | Sandro Resegotti        |                      | Marco Marin              |                     |
| 1984  | Mauro Numa                | Annapia Gandolfi     | Stefano Bellone         |                      | Gianfranco Dalla Barba   |                     |
| 1985  | Mauro Numa                | Margherita Zalaffi   | Stefano Bellone         | Saba Amendolara      | Marco Marin              |                     |
| 1986  | Andrea Borella            | Giovanna Trillini    | Andrea Bermond          | Iris Gardini         | Giovanni Scalzo          |                     |
| 1987  | Mauro Numa                | Margherita Zalaffi   | Sandro Cuomo            | Claudia Foschi       | Ferdinando Meglio        |                     |
| 1988  | Andrea Cipressa           | Margherita Zalaffi   | Sandro Cuomo            | Elisa Uga            | Giovanni Scalzo          |                     |
| 1989  | Mauro Numa                | Diana Bianchedi      | Stefano Pantano         | Elisa Uga            | Tonhi Terenzi            |                     |
| 1990  | Luca Vitalesta            | Lucia Traversa       | Sandro Cuomo            | Elisa Uga            | Giovanni Scalzo          |                     |
| 1991  | Marco Arpino              | Margherita Zalaffi   | Angelo Mazzoni          | Barbara Giolito      | Giovanni Scalzo          |                     |
| 1992  | Alessandro Puccini        | Valentina Vezzali    | Mario Bovis             | Elisa Uga            | Ferdinando Meglio        |                     |
| 1993  | Alessandro Puccini        | Margherita Zalaffi   | Maurizio Randazzo       | Laura Chiesa         | Tonhi Terenzi            |                     |
| 1994  | Alessandro Puccini        | Valentina Vezzali    | Sandro Resegotti        | Elisa Uga            | Luigi Tarantino          |                     |
| 1995  | Alessandro Puccini        | Valentina Vezzali    | Andrea Di Russo         | Elisa Uga            | Tonhi Terenzi            |                     |
| 1996  | Lorenzo Taddei            | Valentina Vezzali    | Maurizio Randazzo       | Margherita Zalaffi   | Tonhi Terenzi            |                     |
| 1997  | Gabriele Magni            | Valentina Vezzali    | Sandro Cuomo            | Anna Ferni           | Tonhi Terenzi            |                     |
| 1998  | Matteo Zennaro            | Valentina Vezzali    | Alfredo Rota            | Elisa Uga            | Luigi Tarantino          |                     |
| 1999  | Salvatore Sanzo           | Valentina Vezzali    | Alfredo Rota            | Cristiana Cascioli   | Tonhi Terenzi            | Anna Ferraro        |
| 2000  | Gianmarco Amore           | Valentina Vezzali    | Diego Confalonieri      | Elisabetta Castrucci | Raffaello Caserta        | Gioia Marzocca      |
| 2001  | Giuseppe Pierucci         | Valentina Vezzali    | Alfredo Rota            | Silvia Rinaldi       | Aldo Montano             | Ilaria Bianco       |
| 2002  | Andrea Cassarà            | Giovanna Trillini    | Luigi Mazzone           | Serena Lualdi        | Giampiero Pastore        | Gioia Marzocca      |
| 2003  | Salvatore Sanzo           | Valentina Vezzali    | Alfredo Rota            | Elisa Uga            | Aldo Montano             | Ilaria Bianco       |
| 2004  | Matteo Zennaro            | Valentina Vezzali    | Sandro Resegotti        | Cristiana Cascioli   | Luigi Tarantino          | Alessandra Lucchino |
| 2005  | Salvatore Sanzo           | Claudia Pigliapoco   | Stefano Carozzo         | Nathalie Moellhausen | Aldo Montano             | Alessandra Lucchino |
| 2006  | Luca Simoncelli           | Valentina Vezzali    | Alessandro Bossalini    | Nathalie Moellhausen | Luigi Tarantino          | Ilaria Bianco       |
| 2007  | Andrea Baldini            | Ilaria Salvatori     | Diego Confalonieri      | Francesca Boscarelli | Aldo Montano             | Alessandra Lucchino |
| 2008  | Andrea Cassarà            | Valentina Vezzali    | Diego Confalonieri      | Marzia Muroni        | Luigi Tarantino          | Marianna Tricarico  |
| 2009  | Stefano Barrera           | Valentina Vezzali    | Federico Bollati        | Cristiana Cascioli   | Luigi Tarantino          | Gioia Marzocca      |
| 2010  | Stefano Barrera           | Elisa Di Francisca   | Diego Confalonieri      | Mara Navarria        | Aldo Montano             | Ilaria Bianco       |
| 2011  | Edoardo Luperi            | Elisa Di Francisca   | Matteo Tagliariol       | Bianca Del Carretto  | Aldo Montano             | Gioia Marzocca      |
| 2012  | Edoardo Luperi            | Valentina Vezzali    | Paolo Pizzo             | Mara Navarria        | Diego Occhiuzzi          | Gioia Marzocca      |
| 2013  | Alessio Foconi            | Arianna Errigo       | Enrico Garozzo          | Rossella Fiamingo    | Luigi Miracco            | Gioia Marzocca      |
| 2014  | Andrea Baldini            | Martina Batini       | Paolo Pizzo             | Francesca Boscarelli | Enrico Berrè             | Irene Vecchi        |
| 2015  | Daniele Garozzo           | Elisa Di Francisca   | Enrico Garozzo          | Rossella Fiamingo    | Enrico Berrè             | Loreta Gulotta      |
| 2016  | Andrea Cassarà            | Elisa Di Francisca   | Lorenzo Bruttini        | Mara Navarria        | Luigi Samele             | Martina Criscio     |
| 2017  | Alessio Foconi            | Martina Batini       | Marco Fichera           | Roberta Marzani      | Enrico Berrè             | Chiara Mormile      |
| 2018  | Francesco Ingargiola      | Alice Volpi          | Marco Fichera           | Rossella Fiamingo    | Enrico Berrè             | Sofia Ciaraglia     |
| 2019  | Andrea Cassarà            | Alice Volpi          | Andrea Russo            | Federica Isola       | Luigi Samele             | Sofia Ciaraglia     |
| 2020  |                           |                      |                         |                      |                          |                     |
| 2021  | Daniele Garozzo           | Alice Volpi          | Paolo Pizzo             | Giulia Rizzi         | Luigi Samele             | Rossella Gregorio   |
| 2022  | Damiano Rosatelli         | Camilla Mancini      | Federico Vismara        | Federica Isola       | Luigi Samele             | Irene Vecchi        |
| 2023  | Alessio Foconi            | Francesca Palumbo    | Valerio Cuomo           | Mara Navarria        | Riccardo Nuccio          | Rossella Gregorio   |
| 2024  | Alessio Foconi            | Francesca Palumbo    | Enrico Piatti           | Giulia Rizzi         | Luca Curatoli            | Michela Battiston   |

## Palmarès par équipes
| Année | Fleuret masculin            | Fleuret féminin | Épée masculine  | Épée féminine | Sabre masculin | Sabre féminin |
| 2014  | Centro Sportivo Carabinieri | Fiamme Oro Roma | Fiamme Oro Roma | GS Forestale  | Fiamme Gialle  | Fiamme Gialle |
| 2015  | Aeronautica Militare        | Fiamme Oro Roma | Fiamme Oro Roma | CS Esercito   | Fiamme Gialle  | Fiamme Gialle |